# Erick Barrondo
Erick Bernabé Barrondo García (* 14. června 1991 San Cristóbal Verapaz) je guatemalský chodec. Vešel do historie jako první guatemalský sportovec, který získal medaili na olympijských hrách. Chodkyní je i jeho manželka Mirna Ortizová.

## Sportovní kariéra
Jako student ekonomické školy se původně věnoval vytrvalostnímu běhu, po zranění se zaměřil na chůzi. V roce 2010 zvítězil na juniorském mistrovství Střední Ameriky v chůzi na 10 000 metrů, o rok později vyhrál Panamerické hry, byl druhý na Panamerickém poháru v chůzi a desátý na mistrovství světa v atletice 2011 na 20 km. V roce 2012 dosáhl největšího úspěchu kariéry, když na londýnské olympiádě skončil na dvacetikilometrové trati druhý za Číňanem Čchen Tingem. Také vyhrál závod Dudinská Päťdesiatka na Slovensku, Bolívarovské hry 2013, Středoamerické a karibské hry 2014 a byl druhý na 50 km na Panamerických hrách 2015.

## Zajímavost
Park demokracie v hlavním městě Ciudad de Guatemala byl po jeho olympijském úspěchu přejmenován na Park Ericka Barronda.

## Osobní rekordy

### Na silnici
- 10 km 40:05
- 20 km 1:18:25
- 50 km 3:41:09

### Na dráze
- 10 000 m 40:10.73
- 20 000 m 1:34:35.14